# لوییزلا بونی
لوییزِلا بونی (ایتالیایی: Luisella Boni؛ زادهٔ ۲۴ ژوئیهٔ ۱۹۳۵) بازیگر تئاتر، سینما و تلویزیون اهل ایتالیا است. او از پرکارترین بازیگران زن اوایل دههٔ ۵۰ تا میانهٔ دهه ۶۰ سینمای ایتالیا بود. 
از فیلم‌ها یا برنامه‌های تلویزیونی که در آن نقش داشته است، می‌توان به عهد عتیق، گلادیاتور شکست‌ناپذیر، سرزمین فراعنه و سامسون اشاره کرد.